# Шоломоподібна акула
Шоломоподібна акула (Heterodontus galeatus) — акула з роду Різнозуба акула родини Різнозубі акули. Інші назви: «чубата бичача акула», «шоломоподібна бичача акула», «чубата різнозуба акула».

## Опис
Загальна довжина досягає 1,52 м, зазвичай — 1—1,2 м. Голова велика. Морда затуплена. Очі середнього розміру, без мигальної перетинки, сильно підняті. За ними розташовані маленькі бризкальця. Має найбільші надбрівні дуги серед усіх представників свого роду. Ці дуги різко закінчуються перед очима. Губні борозни чітко помітні в кутах рота. Рот знаходиться в кінці морди, сильно зігнутий. Зуби в центрі щелеп дрібні, з довгими центральними верхівками, бокові — маленькі. З боків щелеп зуби більш витягнуті, пласкі та дещо овальні. У неї 5 пар зябрових щілин. Тулуб циліндричний. Луска велика та груба, розташована щільно. Грудні плавці великі. Має 2 великих спинних плавця. Їхні передні промені перетворилися на шипи. Передній спинний плавець розташовано позаду грудних плавців. Черевні плавці великі, проте поступаються грудним плавцям. Хвостовий плавець має широку витягну верхню лопать і коротку нижню лопать. На краю верхньої лопаті є виїмка.
Забарвлення жовто-коричневе або коричневе. Від голови до хвоста розкидані темні, майже чорні, поперечні смуги.

## Спосіб життя
Тримається на глибинах до 93 м континентального шельфу. Воліє до кам'янистих та скелястих ґрунтів із рясною водяною рослинністю. Доволі повільна акула. Є одинаком. Вдень відпочиває під камінням, у печерах, ущелинах, заростях водоростей. Полює вночі або присмерку, переважно біля дна. Живиться крабами, двостулковими, черевоногими і головоногими молюсками, морськими зірками, морськими їжаками, рідше — невеличкою рибою.
Статева зрілість у самців настає за розміру 60 см, у самиць — 70 см. Це яйцекладна акула. За сезон на глибині 20—30 м самиця відкладає від 10 до 16 яєць завдовжки 11 см. Яйця 6—7 разів огорнуті спіральною стрічкою. На кінчиках є вусики завдовжки 2 м, якими чіпляється до водоростей та ґрунту. Інкубаційний період триває 5—6 місяців. Народжені акуленята становлять 17—22 см.
Не є об'єктом промислового вилову. Добре витримує перебування у неволі, тому часто тримається в акваріумах.

## Розповсюдження
Мешкає біля узбережжя Австралії: від мису Мортон (штат Квінсленд) до Нового Південного Вельса. За деякими відомостями зустрічається також біля о. Тасманія.